# 13-та годеница на принца
„13-та годеница на принца“ е български игрален филм (фантастична приказка) от 1987 година на режисьора Иванка Гръбчева, по сценарий на Братя Мормареви. Оператор е Гриша Вагенщайн. Музиката във филма е композирана от Георги Генков.

## Сюжет
Царската стража открадва невестата на едно добро момче от народа, за да я омъжат против волята ѝ за глупавия царски син. Но красивата Елена успява да избяга и да се върне при своя любим Боян. В това време се приземява летяща чиния с трима обитатели от далечна планета. Те стават свидетели на една история, в която амбициозни царе, техните разглезени и капризни деца, и лакеите-царедворци си съперничат за властта, използвайки интриги и лъжи.

## Състав

### Актьорски състав
| Роля                 | Изпълнител                                        |
| -------------------- | ------------------------------------------------- |
| царят на Каленби     | народен артист Георги Парцалев                    |
| царят на Даленби     | заслужил артист Вълчо Камарашев                   |
| принц Алфонсо        | Георги Мамалев                                    |
| принцеса Розалия     | Боряна Пунчева                                    |
| мъдреца Аристо       | Иван Григоров                                     |
| магьосницата Ледилей | народна артистка Татяна Лолова                    |
| магьосника Рудолф    | Павел Поппандов                                   |
| Елена                | Петя Миладинова                                   |
| Боян                 | Николай Цанков                                    |
| разбойника Перо      | Велко Кънев                                       |
| извънземни деца      | Яна Ива Славова Иво Асен Коцев Ран Димитър Минков |
| учител по английски  | народен артист Георги Русев                       |
| В епизодите          |                                                   |
|                      | заслужил артист Антон Карастоянов                 |
|                      | заслужил артист Груди Кадиев                      |
|                      | Гавраил Цонков                                    |
|                      | Дитер Рот                                         |
|                      | Димитър Георгиев                                  |
| придворен            | Велико Стоянов                                    |
| слугата              | Добромир Манев                                    |
| придворната          | Минка Сюлеймезова (като Минка Сюлемезова)         |
|                      | Богомил Атанасов                                  |
| придворен            | Ивайло Калоянчев                                  |
|                      | Стефан Бобадов                                    |

### Творчески и технически екип
| Сценарий                    | Братя Мормареви |
| Режисьор                    | заслужил артист Иванка Гръбчева |
| Оператор                    | Гриша Вагенщайн |
| Художник                    | Валентина Младенова |
| Звукорежисьор               | Людмила Махалнишка |
| Музика                      | Георги Генков |
| Редактор                    | Цветана Коларова |
| Специални оптически ефекти: | Художник и анимация: Велислав Казаков Оператор: Тотьо Начев Изработка: Ателие „Комбинирани снимки“ на Студия за игрални филми „БОЯНА“ |
| Монтаж                      | Ани Манолова-Пипева Клавдия Камбурова Елена Ламбева                                                                                   |
| Костюми                     | Румяна Киселичка |
| Втори режисьор              | Венета Станева |
| Асистент-режисьори          | Христина Острикова Карамфилка Щерева                                                                                                  |
| Втори оператор              | Иля Пилов |
| Асистент-оператори          | Красимир Стамов Тодор Тодоров Александър Златев                                                                                       |
| Грим                        | Мария Търкаланова Маргарита Търкаланова Олга Василева                                                                                 |
| Тонтехник                   | Георги Владички |
| Фотограф                    | Емил Хвърлев |
| Цветен четец                | Калина Николова |
| Втори художници             | Виктор Василев Галина Хаджикотева |
| Портрети                    | Иван Соларов Виктор Василев |
| Художник надписи            | Владимир Колев |
| Реквизит                    | Христо Петров Росица Хампарова |
| Гардероб                    | Катя Бакалова Лиляна Вутова |
| Декори                      | Борис Неферов Васил Младенов |
| Кранисти                    | Емил Нешев Петър Анев |
| Пиротехника                 | Костадин Щерев |
| Бригадир осветител          | Ангел Ангелов |
| Осветление                  | Иван Лалов Валери Балин Асен Ангелов Калин Пейков Чавдар Ангелов Койченко Коевски                                                     |
| Организатори                | Владимир Бобчев Атанасиос Каррас Петър Мишков Бранимир Маринов                                                                        |
| Консултанти                 | инж. Величко Добринов Павел Дойчев Петрана Димитрова                                                                                  |
| Директор                    | Иван Милков |
| Производство                | Българска кинематография Студия за игрални филми „БОЯНА“ Втори творчески колектив /Copyright © 1986/                                  |

## Награди
- „Наградата за детски филми“ на ФБИФ (Варна, 1986).
- „Наградата за костюми“ на СБХ за костюми на Румяна Киселичка на ФБИФ (Варна, 1986).
- „Наградата за игрален филм“ МФ на комедийния филм (Габрово, 1987).